# Thunder and Lightning
《Thunder and Lightning》은 아일랜드의 하드 록 밴드 씬 리지의 열두 번째이자 마지막 스튜디오 음반으로, 1983년 3월 4일에 발매되었다. 기타리스트 존 사이크스는 1981년 음반 《Renegade》 이후 밴드를 떠난 스노이 화이트를 대신해 영입되었으며, 사이크스는 이전 음반들보다 더 강렬한 사운드와 기타 톤을 제공하는 데 기여했다. 그러나 〈Cold Sweat〉을 제외한 대부분의 곡 작업은 그가 밴드에 합류하기 전에 이미 완료된 상태였다.
키보디스트 대런 워턴 역시 밴드의 마지막 스튜디오 음반에서 보다 강한 음악적 영향을 발휘하였으며, 〈Some Day She Is Going to Hit Back〉, 마지막 싱글인 〈The Sun Goes Down〉을 비롯한 여러 곡을 공동 작곡하였다. 음반 발매 이후 씬 리지는 고별 투어를 진행했으며, 그 결과물로 라이브 음반 《Life》가 발매되었다. 밴드의 공동 창립자이자 주요 작곡가, 프론트맨이자 베이시스트였던 필 라이넛은 1986년에 사망하였다.

## 평가
| 전문가 평가                      | 전문가 평가 |
| 평가 점수                        | 평가 점수   |
| 출처                             | 점수        |
| -------------------------------- | ----------- |
| AllMusic                         | [ 4 ]       |
| Collector's Guide to Heavy Metal | 10/10       |
| Metal Hammer (GER)               | 5/7         |

올뮤직의 그레그 프라토는 《Thunder and Lightning》을 1980년대 씬 리지의 다른 작품들에 비해 "명확한 향상"이라고 평가했으나, 이 음반이 밴드의 "최고작"은 아니라고 언급했다.

## 곡 목록
| #  | 제목                      | 작사·작곡                  | 재생 시간 |
| -- | ------------------------- | -------------------------- | --------- |
| 1. | 〈Thunder and Lightning〉 | 브라이언 다우니, 필 라이넛 | 4:56      |
| 2. | 〈This Is the One〉       | 라이넛, 대런 워턴          | 4:04      |
| 3. | 〈The Sun Goes Down〉     | 라이넛, 워턴               | 6:20      |
| 4. | 〈The Holy War〉          | 라이넛                     | 5:12      |

| #  | 제목                                 | 작사·작곡            | 재생 시간 |
| -- | ------------------------------------ | -------------------- | --------- |
| 5. | 〈Cold Sweat〉                       | 라이넛, 존 사이크스  | 3:06      |
| 6. | 〈Someday She Is Going to Hit Back〉 | 다우니, 라이넛, 워턴 | 4:05      |
| 7. | 〈Baby Please Don’t Go〉             | 라이넛               | 5:10      |
| 8. | 〈Bad Habits〉                       | 스콧 고럼, 라이넛    | 4:04      |
| 9. | 〈Heart Attack〉                     | 고럼, 라이넛, 워턴   | 3:39      |

## 인증
| 국가                       | 인증 | 판매량/출하량 |
| -------------------------- | ---- | ------------- |
| 영국 (BPI)                 | 실버 | 60,000^       |
| ^출하량을 기반으로 한 인증 |      |               |